# Queen's Park Football Club
Queen's Park Football Club é um clube de futebol baseado em Glasgow, Escócia. Era, até 2019, o único clube amador escocês a disputar um campeonato profissional da liga, no caso, a segunda divisão - equivalente a quarta divisão nacional. Seu amadorismo refletia-se em seu lema, Ludere Causa Ludendi - jogar pelo prazer de jogar. Em 14 de novembro de 2019, numa decisão tomada por seus sócios, a equipe mudou o estatuto de amador para profissional após 152 anos.
O Queen's Park é o mais antigo clube de futebol da Escócia, tendo sido fundado em 1867. Assim sendo é também o mais antigo clube fora da Inglaterra e País de Gales.
O Hampden Park, estádio da equipe, é um dos 29 honrados como "5 estrelas" pela UEFA. Ele também serve como estádio nacional para a seleção escocesa. O estádio é um dos principais motivos para a mudança para o profissionalismo. Desde 1997, a federação nacional administra o estádio e optou pela compra. Com isso, o Queen's Park perdeu a receita do aluguel e precisou encontrar outras fontes de renda. O clube passará a utilizar o estádio anexo ao Hampden Park, o Lesser Park.
Com exceção dos gigantes do futebol do país, o Rangers e o Celtic, o Queen's Park é o time que mais venceu a Copa da Escócia, com 10 títulos.
Mesmo filiado à Football Association desde 1870, o Queen's Park mantinha regras próprias no esporte que depois viriam a ser adotadas oficialmente, como a divisão dos 90 minutos em dois tempos e as cobranças de falta. O clube também foi pioneiro no jogo de passes, em uma época em que o futebol era baseado em chutes e corridas. Isso garantiu o domínio do time no futebol escocês, tanto que a primeira seleção do país foi formada unicamente por atletas do Queen's Park. Antes da virada do século XIX para o XX, era o clube mais popular e importante do país, a ponto de competir em edições inaugurais da própria Copa da Inglaterra. O Queen's Park foi também o primeiro time escocês a contar com um negro no seu elenco, Andrew Watson, também o primeiro negro a defender uma seleção nacional.
O declínio do clube coincidiu justamente com a adoção do profissionalismo em algumas regiões da Grã-Bretanha a partir de 1880. Em 1893, o profissionalismo também chegou à Escócia, mas o Queen's Park decidiu manter-se amador e conseguiu se manter na elite do futebol do país até o final dos anos 1940,mas não participa da primeira divisão desde 1958. A política de manutenção do amadorismo manteve-se até 2019, quando o clube deliberou ser necessário ajustar-se ao profissionalismo para manter-se. Enquanto a norma pelo amadorismo ainda vigorava, o clube ainda pôde promover sua última revelação expressiva, o lateral Andrew Robertson.

## Títulos
| NACIONAIS | NACIONAIS                             | NACIONAIS | NACIONAIS                                                  |
|           | COMPETIÇÃO                            | TÍTULOS   | TEMPORADAS                                                 |
| --------- | ------------------------------------- | --------- | ---------------------------------------------------------- |
|           | Copa da Escócia                       | 10        | 1874, 1875, 1876, 1880, 1881, 1882, 1884, 1886, 1890, 1893 |
|           | Campeonato Escocês - Segunda Divisão  | 2         | 1922/23, 1955/56                                           |
|           | Campeonato Escocês - Terceira Divisão | 1         | 1980/81                                                    |
|           | Campeonato Escocês - Quarta Divisão   | 2         | 1999/00, 2020-21                                           |
| REGIONAIS |                                       |           |                                                            |
|           | COMPETIÇÃO                            | TÍTULOS   | TEMPORADAS                                                 |
|           | Copa de Glasgow                       | 4         | 1889, 1890, 1899, 1946                                     |
|           | Liga de Glasgow                       | 1         | 1897                                                       |

Outras conquistas:
Copa da Caridade:
- Vencedores (8): 1877, 1878, 1880, 1881, 1883, 1884, 1885, 1891
- Segundos (19): 1889, 1890, 1894, 1896, 1906, 1908, 1917, 1919, 1920, 1922, 1923, 1926, 1928, 1931, 1933, 1935, 1937, 1953, 1957  Campanhas de destaque:

- Terceira Divisão da Liga Escocesa: - Equivalente à quarta divisão.
  - Vencedor dos play-offs (promovido) (1): 2006/07
- Copa da Escócia:
  - Segundos (2): 1892, 1900
- Copa de Glasglow:
  - Segundos (7): 1896, 1898, 1929, 1932, 1940, 1965, 1985
- Copa da Inglaterra: 
  - Segundos(2): 1884, 1885
- Liga de Glasglow:
  - Segundos (1): 1898